# Amblyodipsas katangensis
Amblyodipsas katangensis (катангзька пурпурово-блискуча змія) — вид отруйних змій родини земляних гадюк (Atractaspididae). Мешкає в Центральній і Східній Африці.

## Підвиди
Виділяють два підвиди:
- Amblyodipsas katangensis katangensis Witte & Laurent, 1942 — регіон Катанга на півдні ДР Конго і північ Замбії;
- Amblyodipsas katangensis ionidesi Loveridge, 1951 — південно-східна Танзанія.

## Поширення і екологія
Amblyodipsas katangensis мешкають в Демократичній Республіці Конго, Замбії і Танзанії. Вони живуть в сухих тропічних лісах, саванах і прибережних заростях, серед ґрунту і опалого листя.